# تسحج عصبي
التسحُّج العَصبي أو اضطراب كشط الجلد النفسي هي حالة تتميز برغبة المصاب في حك أو شد أو قرص جلده باستمرار إلى الحد الذي قد يلحق ضررًا بالجلد.

## الأعراض والعلامات
تكون الحالة مسبوقة أو مصحوبة بتوتر وضغط عصبي،
يشعر خلالها المريض برغبة في حك أو شد أو قرص جلده في مكان ما، غالبًا ما يكون في الوجه، وقد يكون في الذراعين أو الساقين أو الشفاه أو الرقبة أو الأكتاف أو فروة الشعر أو البطن أو الصدر أو أظافر اليدين والقدمين.
أغلب المصابين يكون لديهم منطقة واحدة أساسية، وقد ينتقلون إلى منطقة أخرى للسماح للأولى بالالتئام في حالة حدوث ضرر ما. يختلف المصابون في نمط الحكة؛ فبعضهم يقوم بذلك عدة مرات يوميًا ويعضهم الآخر يقوم بجلسة واحدة تمتد لعدة ساعات يوميًا. في الغالب يستعملون أصابعهم، وبعضهم يستخدمون أدواتٍ أخرى كالإبر والملاقيط.
هناك معدلات مراضة مشتركة عالية بين الإصابة بالتسحج العصبي وهوس نتف الشعر.
حك وشد الجلد يسبقه مثير ما كالإحساس بعدم الانتظام في الجلد أو القلق.

## الأسباب

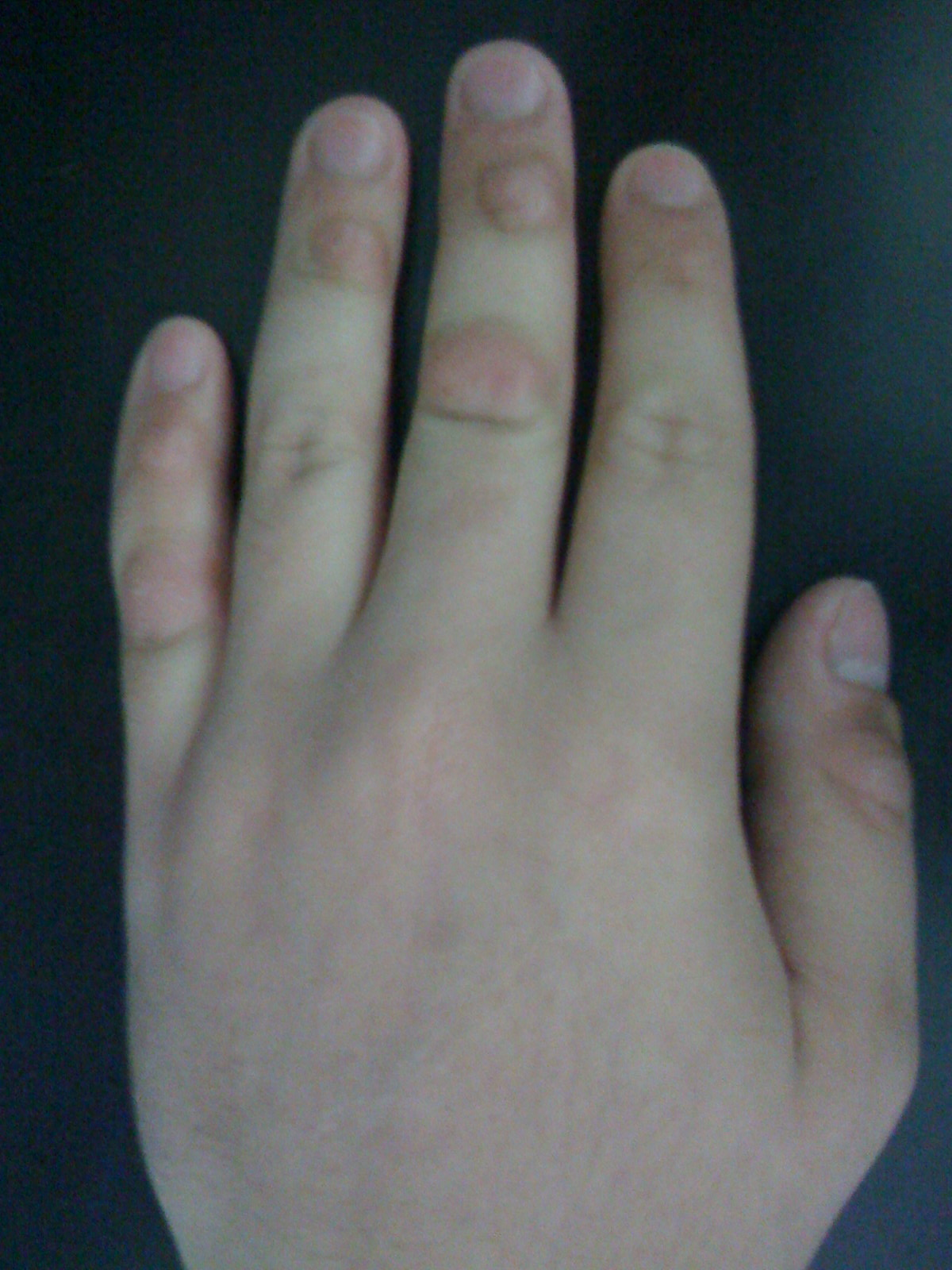
أصابع شخص مصاب بالتسحج العصبي وظهور تشوهات مؤقتة في الجلد نتيجة لشده عن طريق الفم

هناك عدة نظريات تفسر التسحج العصبي بعضها يتعلق بعوامل بيئية وحيوية.
توجد نظرية تفسر التسحج بأنه استجابة من المصاب تجاه القلق والاضطرابات النفسية التي يعاني منها.
وعلى عكس النظريات العصبية، يفسر علماء المرض بأنه غضب مكبوت تجاه الآباء السلطويين. وهناك نظرية أخرى شبيهة تشير إلى أن تصرفات الآباء المستبدة قد تؤدي إلى إصابة الأبناء بهذا الاضطراب.

## التشخيص
هناك جدل في تصنيف التسحج العصبي كمرض مستقل أو كعرض لمرض آخر كالاضطراب الوسواسي القهري.
قد يتم عمل بعض الفحوصات كصورة الدم ومستوى الثيروتروبين ونسب السكر في الدم. كذلك قد تظهر أشعة الرنين المغناطيسي اضطرابات في الدماغ.

## العلاج
أثبتت الأدلة أن العلاج الدوائي والعلاج السلوكي المعرفي فعّال لتقليل أعراض التسحج العصبي.

### العلاج الدوائي
يتضمن العلاج الناجح استخدام مثبطات استرداد السيروتونين الانتقائية، وهي مضادات اكتئاب تقلل من الوساوس والسلوكيات القهرية.

### العلاج السلوكي المعرفي
يساعد في إدراك المريض للعلاقة بين لأفكاره وسلوكياته المتكررة، ويتعلم المريض عدم الاستجابة لوساوسه.

### تقنية الفصل للسلوكيات المتكررة التي تركز على الجسم
تقنية الفصل هي تقنية تدخل ذاتي للمساعدة في إضطراب السلوكيات المتكررة التي تركز على الجسم (للسيطرة على الدوافع والإنفعالات). وقد أثبتت عدة دراسات علمية فعاليتها لعلاج مشاكل مثل نتف الشعر, خدش الجلد (التسحج العصبي), قضم الأظافر أو عض الشفاه.